# Plumbago pulchella
La hierba del alacrán o hierba del negro (Plumbago pulchella) es una especie de angiosperma de la familia de las plumbagináceas.
Esta especie de planta es endémica de México, donde es nativa de más de 20 estados.

## Descripción
Planta herbácea a subfrutescente de 50 a 100 cm de alto, de tallos glabros y acostillados. Hojas ovadas a romboides, de 2.5-7 cm de largo por 1-4 cm de ancho, de margen entero, ápice agudo o acuminado, base aguda o atenuada. Inflorescencias terminales, en racimos laxos de 10-20 cm de largo, cubiertas por numerosas glándulas esféricas, estipitadas y mucilaginosas. Flores sobre pedicelos muy cortos de 0.4-0.6 mm de largo. Cáliz anguloso, tubular, de 5-7 mm de largo, con glándulas estipitadas negruzcas. Corola hipocrateriforme azul a morada, de 9-15 cm de largo, de tubo largo y angosto, lóbulos oblongos a lanceolados, de 3-4 mm de largo, ápice acuminado. Estambres delgados, blancos, de 5-6 mm de largo, anteras oblongas, azules de 0.9-1 mm de largo. Fruto es una cápsula envuelta en el cáliz, ovoide, cónicamente alargado en el ápice, de 3-6 mm de largo, con una cubierta endurecida, que se desprende desde la base y se abre de abajo hacia arriba en cinco valvas unidas en el ápice. Semilla fusiforme, ligeramente aplanada, de 4-5 mm de largo.

## Distribución y hábitat
Distribuida ampliamente en México, en el Centro, Noreste y Suroeste del país. 
Habita principalmente en pastizales o matorrales xerófilos, normalmente entre las rocas o reclinada en otras plantas.  

## Usos
La pulchelidina, una antocianidina O-metilada, se puede extraer de Plumbago pulchella.
Debido a sus propiedades medicinales, es una planta tradicional en Mesoamérica, especialmente del pueblo Rarámuri del noroeste de México.
En Michoacán se utiliza como medicamento veterinario.

## Nombres comunes
Chiricua, curicua, cola de iguana, cola de pescado, chilillo, dominguilla, hierba del alacrán, hierba lumbre, hierba del negro, hierba del pescado, jiricua, pañete, tiricua, tleplatli.